# Natuurpark Bloeyendael
Natuurpark Bloeyendael is een park en voormalig landgoed in de Utrechtse buurt Rijnsweerd in de wijk Oost.
De buitenplaats is tussen 1628 en 1660 ontstaan door verbouwing van de herberg 'De Grote Biesbosch'. Het gebied werd indertijd Biesfelt genoemd. In 1290 werd door dit gebied de Biltse Straatweg aangelegd.
Tussen 1628 en 1660 nam het ten oosten van dit huis gelegen Groenestein de functie van herberg over, en Bloeyendael werd een buitenplaats.
In 1758 werd "het Loode Beeld in de Tuynen" vermeld, en in 1777 het "Prieel, Schuur, Broeilessenaren, trekkas en allerlei soorten van vrucht en andere bomen..., mitsgaders den Steene groep en voet alsmede de verdere beelden en vaasen".
Begin 19e eeuw kwam het huis in bezit van Joost Rudolph Burlage, die het landgoed uitbreidde door aankoop van 3½ ha grond aan de overzijde van de Biltse Straatweg en het naastgelegen Groenestein. Ook het huis werd grondig verbouwd en met een verdieping verhoogd.
In 1838 werd het huis gekocht door Hendrik Wesseling, waarna het in 1868 werd gesloopt. Bij verbreding van de Biltse Straatweg in 1936 verdween de plaats van het huis onder het asfalt.
Op het resterende terrein ontstond een vuilstort. Rond 1976 werd het huidige park aangelegd naar het ontwerp van gemeente-architect Hans Pemmelaar. Men heeft getracht een park te ontwikkelen dat op biologisch verantwoorde wijze het oude landschap weergeeft.
Het park bevindt zich ten zuidoosten van Fort de Bilt tussen de Waterlinieweg, de Archimedeslaan en het provinciehuis (nog als zodanig in dienst tot 2011) aan de Galileïlaan in de Julianapolder.

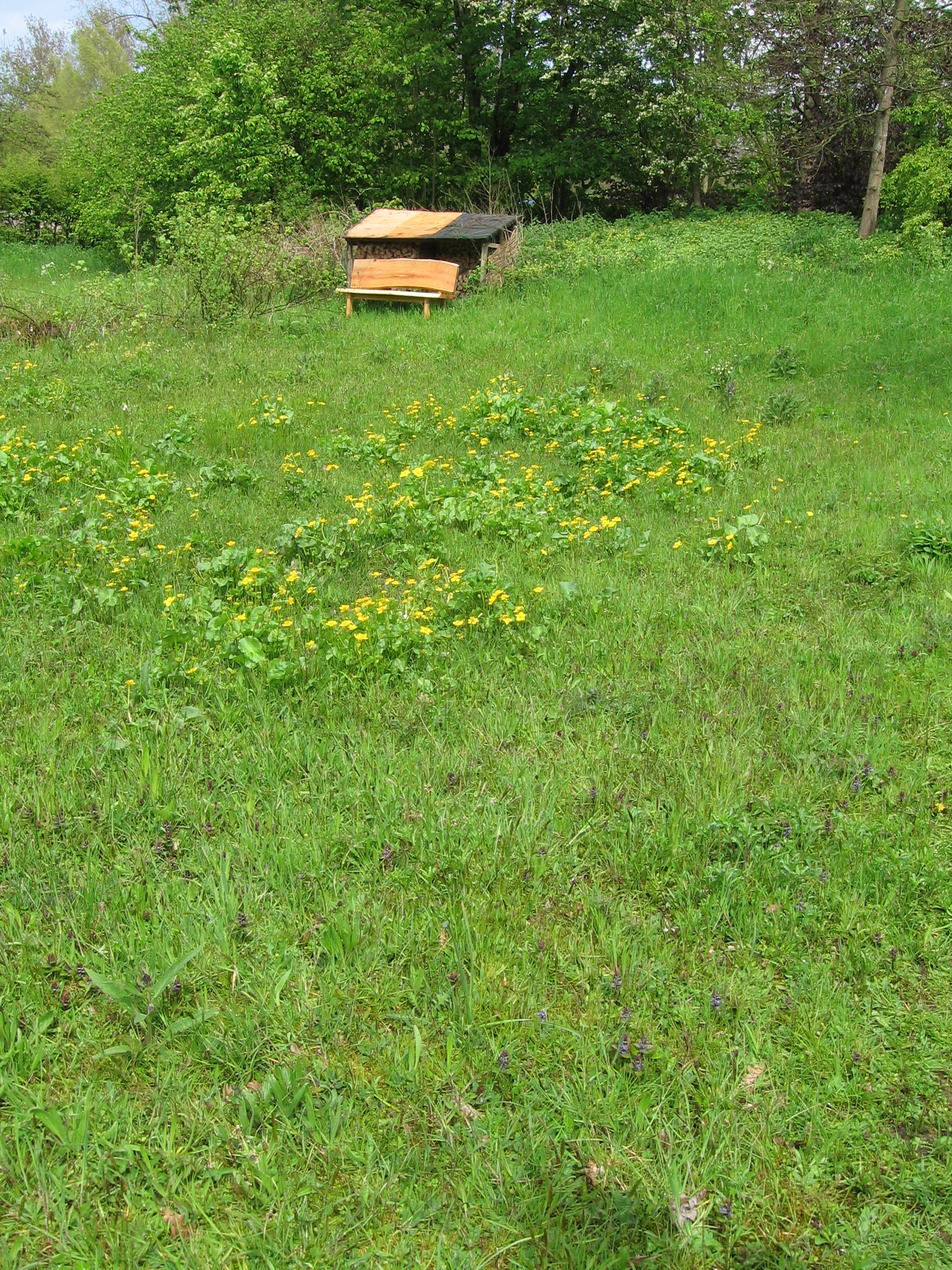
Dotterbloemen met bank
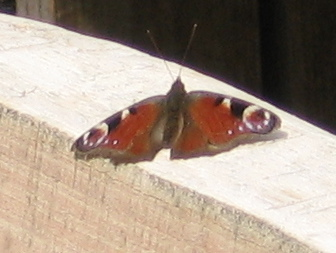
Dagpauwoog op een bank
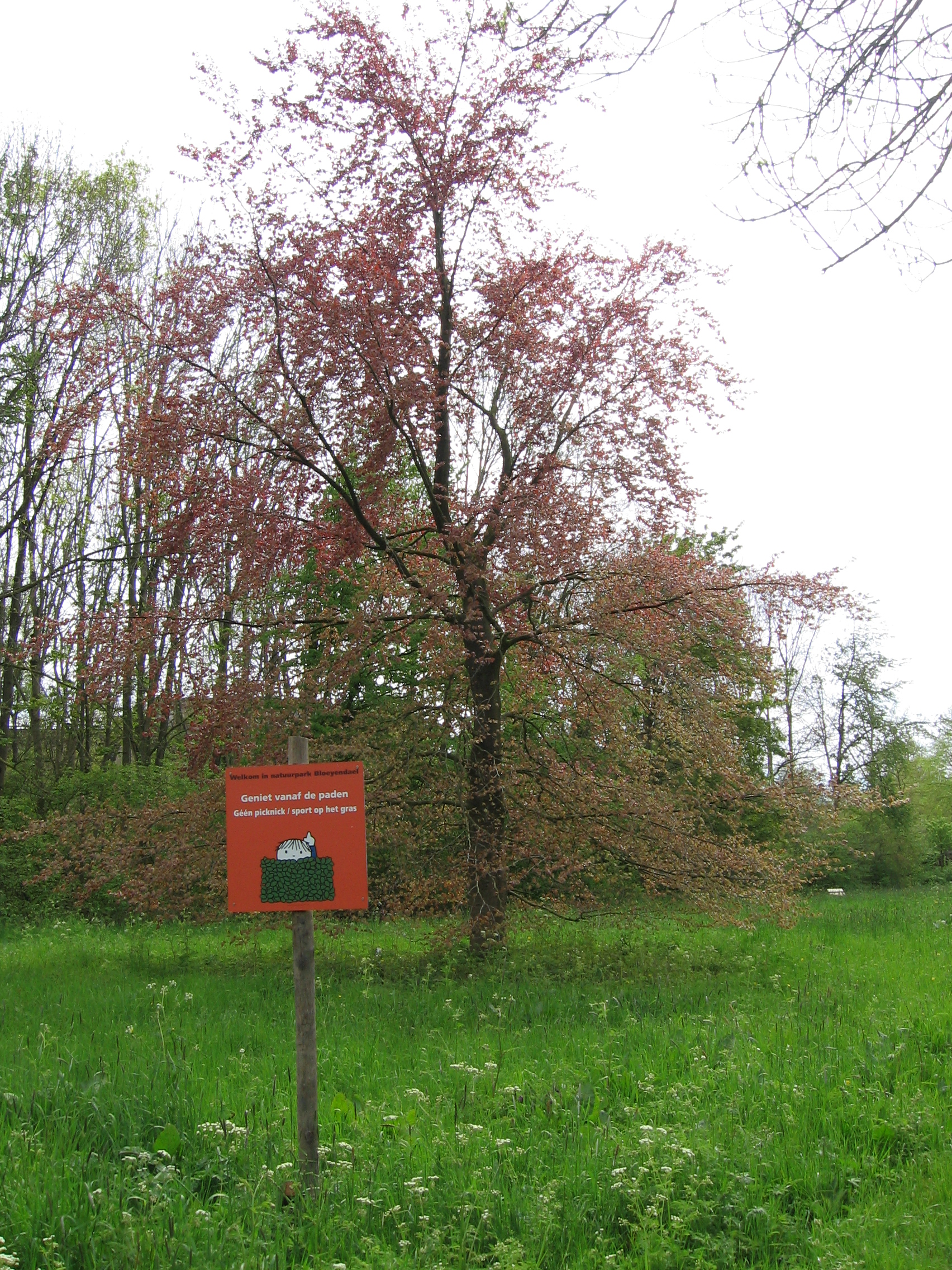
Rode beuk met bord van Dick Bruna
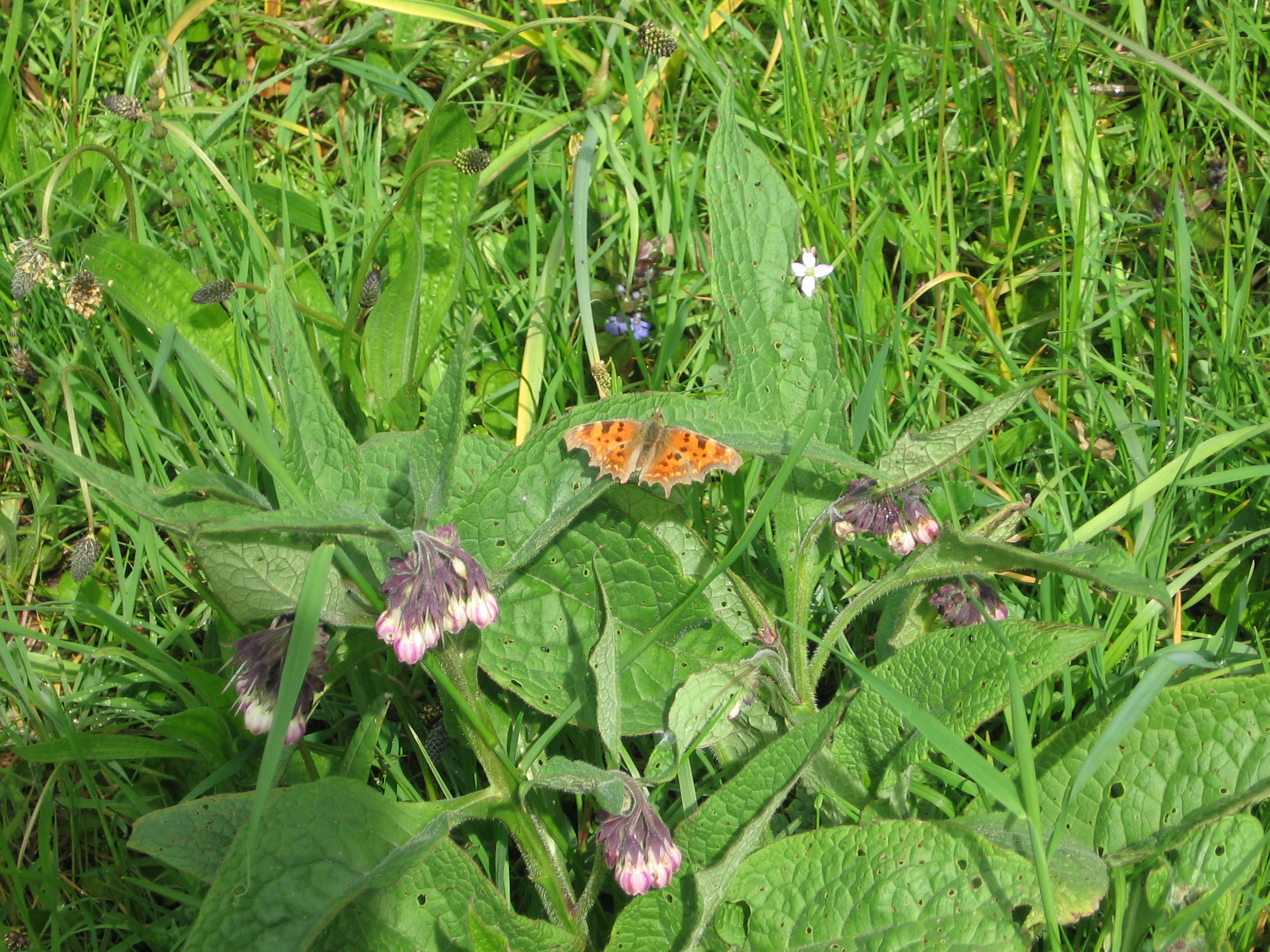
Gehakkelde aurelia op Smeerwortel
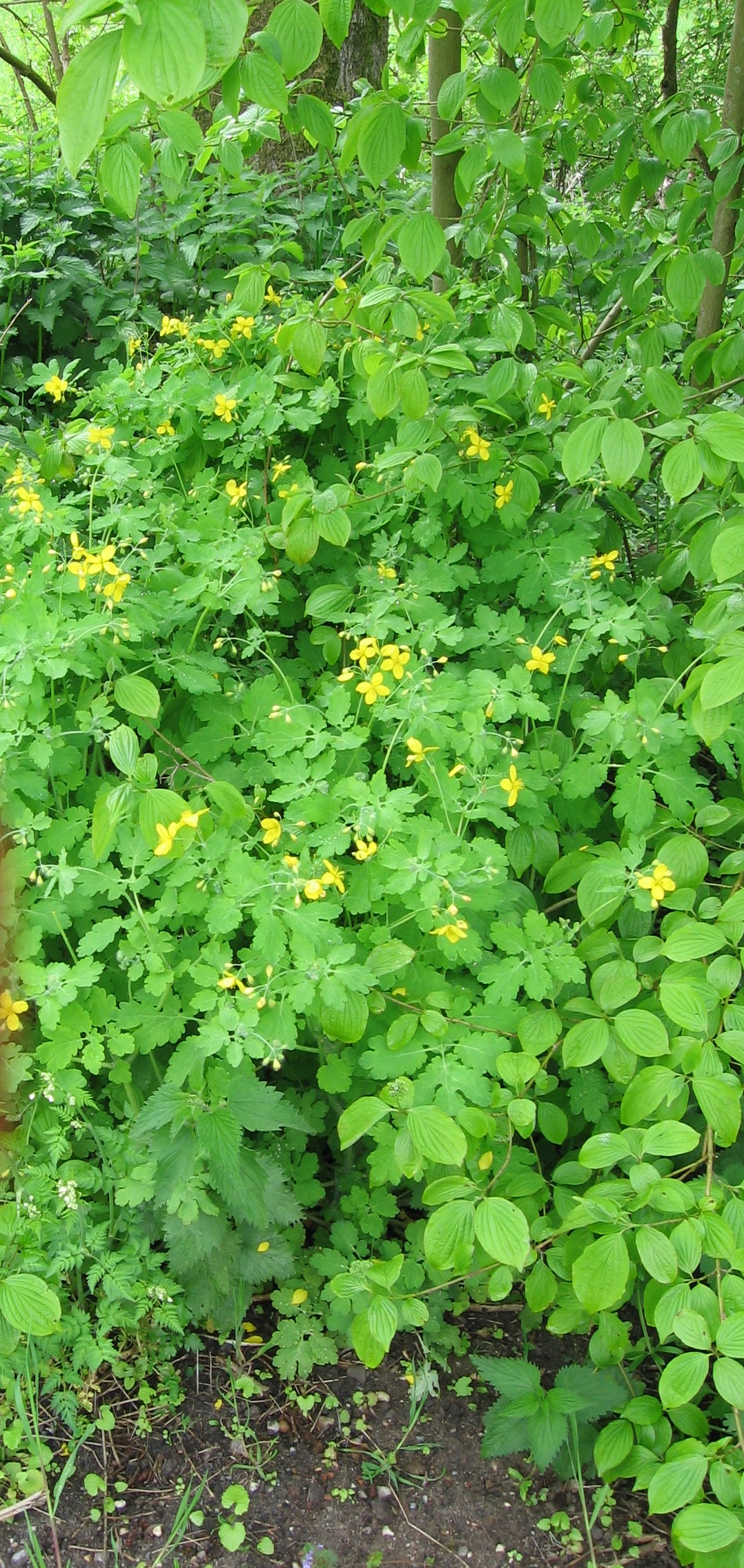
Stinkende gouwe
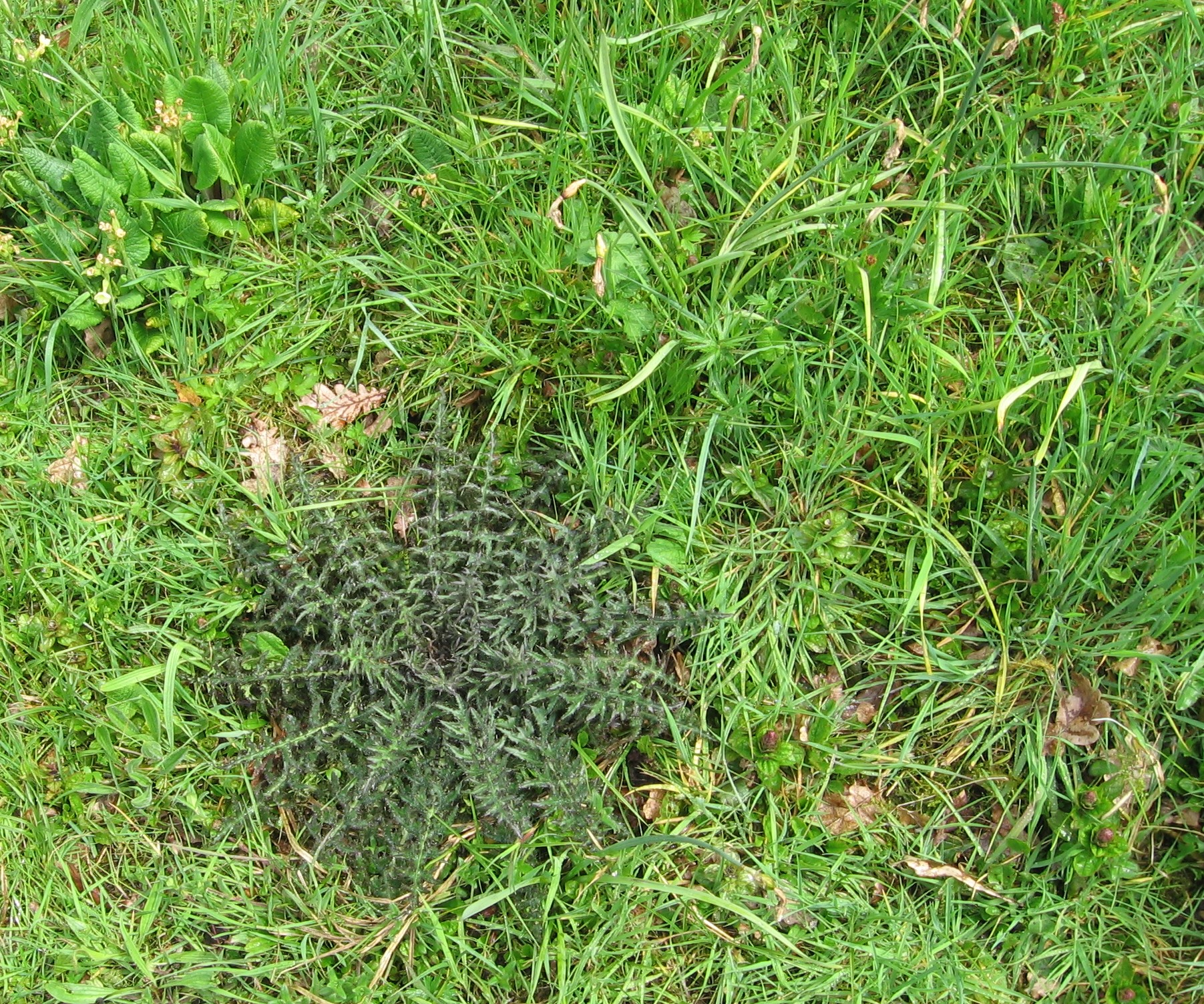
Kale jonker

Amaliapark · Park De Balije · Park Bloeyendael · Park de Gagel · Griftpark · Hogelandsepark · Park Hoge Weide · Julianapark · Klokkenveld · Kromme Rijnpark · Majellapark · Máximapark · Moreelsepark · Park Nieuweroord · Niftarlakepark · Noorderpark · Nynkeplantsoen · Oorsprongpark · Park Oosterspoorbaan · Oranjepark · Park De Groene Kop · Park Leeuwesteyn · Park Oog in Al · Park Transwijk · Rosarium (Oudwijk) · Sterrenbos · Park Tivoli · Van Heukelompark · Vechtzoompark · Park Voorn · Park de Watertoren · Wilhelminapark · Willem Alexanderpark · Zocherpark